# Bitwa pod Trebuchowem
Bitwa pod Trebuchowem – walki polskiego 41 pułku piechoty  z sowiecką 172 Brygadą Strzelców toczone w okresie operacji kijowskiej w czasie wojny polsko-bolszewickiej.

## Sytuacja ogólna
25 kwietnia rozpoczęła się polska ofensywa na Ukrainie. 
Polska 3 Armia marszałka Józefa Piłsudskiego wydzieliła ze swoich sił grupę operacyjną gen. Edwarda Rydza-Śmigłego, która uderzając po obu stronach szosy Zwiahel - Żytomierz na froncie szerokości 60 km parła na Kijów.
Kijów został zdobyty w zasadzie bez walki, a bezpośrednio po zajęciu Kijowa dowództwo 3 Armii postanowiło utworzyć na wschodnim brzegu Dniepru obszerne przedmoście, które chroniłoby miasto przed bezpośrednim ogniem artylerii sowieckiej i zabezpieczyło organizację ukraińskiej administracji.
9 maja o 3.30 polski 6 pułk piechoty Legionów i 60 pułk piechoty zdobyły przemoście i utrzymywały je do 13 maja. W tym dniu zostały zluzowane przez oddziały grupę płk. Józefa  Rybaka. Centralnego odcienka frontu bronił  41 pułk piechoty.

## Walki pod Trebuchowem
Kolejne dni działania cechowała aktywna obrona polskich pułków i walki ze wzmocnioną sowiecką 58 Dywizją Strzelców. Aktywność polskiej obrony realizowano poprzez wypady. W nocy z 2 na 3 czerwca pododdziały 2 pułku strzelców podhalańskich i 1 pułk piechoty Legionów dokonały wypadu na Boryspol, a 4 i 9 kompania 41 pp pod ogólnym dowództwem por. Wiktora Biretto na Trebuchowo.
Nocą kompanie, prowadzone przez ukraińskich przewodników, przeszły linię frontu pod Krosiłówką, o świcie uderzyły od wschodu na Trebuchowo i całkowicie zaskoczyły kwaterujących tam czerwonoarmistów ze 172 Brygady Strzelców. Po krótkiej walce na bagnety i granaty pododdział sowiecki został rozproszony i wycofał się w kierunku Dudarkowa i Hobolewa. 

## Bilans walk
Wypad pododdziałów 41 pułku piechoty zakończył się całkowitym sukcesem strony polskiej. Poległo około siedemdziesięciu czerwonoarmistów, w tym komisarz pułku. Polacy wzięli do niewoli 38 jeńców i zdobyli dwa ckm-y. Straty pułku wynosiły 1 zabity i 12 szeregowych rannych.